# 孔什坦西
孔什坦西是葡萄牙波尔图区的一个堂区。总面积3.55平方公里，总人口1639人，人口密度461.7人/平方公里。